# Bistro
Bistro — объектно-ориентированный язык программирования, являющийся вариантом Smalltalk для платформы Java.

## Описание
Bistro поддерживает отражение. Синтаксис языка максимально приближен к синтаксису Smalltalk, однако вводит понятия пакетов и импорта из Java. Язык разрешает перегрузку некоторых операторов (перегрузка ++ и -- не возможна).
Синтаксис определения пакета и импорта:
package: my.package.subpackage;
import: my.package.MyClass;
import: my.package.*;
В отличие от Java в языке отсутствует возможность импорта статического методов.

## История
Николас С. Бойд создал и опубликовал язык в 1999 году. С 2010 года разработка языка не производилась.